# Liste des universités en Écosse
Liste des universités écossaise par ordre d'ancienneté.
- Université de St Andrews à Saint Andrews (fondée en 1413)
- Université de Glasgow à Glasgow (fondée en 1451)
- Université d'Aberdeen à Aberdeen (fondée en 1495)
- Université d'Édimbourg à Édimbourg (fondée en 1583)
- Université de Strathclyde à Glasgow (fondée en 1796, devenue université en 1964)
- Université Heriot-Watt à Édimbourg (fondée en 1821, devenue université en 1966)
- Université de Dundee à Dundee (fondée en 1882, devenue université en 1967)
- Université de Stirling à Stirling (fondée en 1967)
- Université Napier d'Édimbourg à Édimbourg (fondée en 1964, devenue université en 1992)
- Université Robert Gordon à Aberdeen (fondée en 1750, devenue université en 1992)
- Université de l'Ouest de l'Écosse à Renfrewshire (Fondée en 1897, devenue université en 1992) (dénommée université de Paisley jusqu'en 2007)
- University calédonienne de Glasgow à Glasgow (fondée en 1875, devenue université en 1993)
- Université d'Abertay Dundee à Dundee (fondée en 1888, devenue université en 1994)
- Université Reine Marguerite à Édimbourg (fondée en 1875, devenue université en 2007)